# Ace of Spades Battle Builder
Ace of Spades (nome completo Ace of Spades Battle Builder) è un videogioco sandbox sparatutto inizialmente sviluppato nel 2011 da Jagex per Microsoft Windows e macOS. Alla fine del 2012, Runescape ha assunto lo sviluppo del gioco, pubblicandolo su Steam e aggiornandone il gameplay.

## Modalità di gioco
Il gioco è uno sparatutto con una visuale in prima persona in cui è possibile selezionare una delle seguenti modalità online: 
- Deathmatch: una battaglia a squadre in cui vince la squadra che uccide più nemici prima dello scadere del tempo;

- Zombie: due team di giocatori si scontrano: uno è composto dagli gli zombie e l'altro dagli umani, gli zombie possono usare solo le pale come armi;

- Arena: due squadre si affrontano in più round con un tempo di scadenza prestabilito: se un giocatore viene eliminato deve aspettare la fine del round per rientrare, vince la squadra che prevale sull'altra;

- Build: in questa modalità è possibile creare delle mappe usando dei cubi per poi usarle in una delle altre modalità.

Il gameplay del gioco è fortemente ispirato a Minecraft e a Team Fortress 2.

### Classi
Nella versione beta del gioco, in cui vi sono tre classi con una sola arma ciascuna e una lobby ristretta rispetto alla versione completa, esistevano solo 3 classi: la classe con il fucile, quella con la mitragliatrice leggera e quella con lo shotgun. In ogni classe sono disponibili 4 granate, una pala e 30 blocchi.
Nella versione completa del gioco sono state aggiunte nuove classi in cui si possono inserire 2 armi, e veicoli guidabili. Sono state poi aggiunte nuove armi come: il lanciarazzi, il fucile di precisione, la mitragliatrice pesante, il piccone e diversi tipi di pistole.